# Амели Моресмо
Амели Симон Моресмо (фр. Amélie Simone Mauresmo; Сен Жермен ан Ле, 5. јул 1979), је француски тениски тренер и бивша професионална тенисерка. Током каријере је освојила два гренд слем турнира и дошла до првог места на ВТА листи.
Моресмо је такође, освојила завршни турнир сезоне 2005, шест ВТА турнира прве категорије и сребрну медаљу на Олимпијским играма 2004. у Атини. Заједно са репрезентацијом Француске је освојила Фед куп 2003. године.
Од 2010. године се бави тренерским послом, а сарађивала је са Марион Бартоли (довевши је до првог гренд слем трофеја), Ендијем Маријем и Луком Пујем. Моресмо је примљена у Међународну тениску кућу славних 2015. године.

## Тениска каријера
Моресмо је први пут дошла на место број један 13. септембра 2004, поставши 14. тенисерка која је успела да дође до таквог успеха, да би се на том месту задржала само пет недеља. Такође је једна од ретких тенисерки која је успела да дође до толиког успеха, а не освојивши ни један гренд слем турнир. Остале тенисерке које су дошле до првог места, а не освојивши ни један гренд слем су Ким Клајстерс, Јелена Јанковић, Динара Сафина и Каролина Возњацки.
Пре 2006, на Отвореном првенству Аустралије, Амели је дошла до прве победе, када је противница Жистин Енен Арден предала меч у финалу због повреде. Повукла се из активног бављења тенисом у децембру 2009. године.

## Гренд слем финала (3)

### Победе (2)
| Година | Турнир                        | Противница у финалу | Резултат у финалу |
| ------ | ----------------------------- | ------------------- | ----------------- |
| 2006.  | Отворено првенство Аустралије | Жистин Енен         | 6–1, 2–0 предаја  |
| 2006.  | Вимблдон                      | Жистин Енен         | 2–6, 6-3, 6–4     |

### Порази (1)
| Година | Турнир                        | Противница у финалу | Резултат у финалу |
| ------ | ----------------------------- | ------------------- | ----------------- |
| 1999.  | Отворено првенство Аустралије | Мартина Хингис      | 2–6, 3–6          |

## Гренд слем турнири
| Гренд слем                    | 1995. | 1996. | 1997. | 1998. | 1999. | 2000. | 2001. | 2002. | 2003. | 2004. | 2005. | 2006. | 2007. | 2008. | 2009. | Победа |
| Отворено првенство Аустралије | -     | -     | -     | 3.    | Ф     | 2.    | 4.    | ¼     | -     | ¼     | ¼     | П     | 4.    | 3.    | 3.    |        |
| Отворено првенство Француске  | 1.    | 2.    | 2.    | 1.    | 2.    | 4.    | 1.    | 4.    | ¼     | ¼     | 3.    | 4.    | 3.    | 2.    | 1.    |        |
| Вимблдон                      | -     | -     | -     | 2.    | -     | 1.    | 3.    | ½     | -     | ½     | ½     | П     |       | 3.    | 4.    |        |
| Отворено првенство Америке    | -     | -     | -     | 3.    | 4.    | -     | ¼     | ½     | ¼     | ¼     | ¼     | ½     |       | 4.    | 2.    |        |

## Лични живот
Амели је 16. августа 2015. године објавила да је родила дечака. Кћерку Ајлу родила је у априлу 2017. године.